# Il valore della donna è il suo silenzio
Pour plus de détails, voir Fiche technique et Distribution.
Il valore della donna è il suo silenzio est un film documentaire-fiction germano-suisse réalisé par Gertrud Pinkus, sorti en 1980.

## Synopsis
L’introduction présenté la protagoniste principale, Maria M., sa vie dans son village d’origine d’Aliano (Lucanie, Italie), son mariage avec Giacomo contre l’avis de ses parents et les débuts de leur vie commune à Francfort-sur-le-Main à la fin des années 1960. Puis, en voix off, la protagoniste raconte sa vie de couple, la naissance de ses quatre enfants, la recherche de logement et de travail et plus généralement le quotidien de travailleurs émigrés. Maria, sa famille et son entourage sont interprétés par des acteurs amateurs, eux-mêmes issus de l’émigration italienne.
Sont ainsi mis en évidence le déracinement culturel, les difficultés d’insertion dans la vie sociale et économique et la double charge de mère de famille et d’ouvrière.

## Fiche technique
- Titre original : Il valore della donna è il suo silenzio
- Titre allemand : Das höchste Gut einer Frau ist ihr Schweigen
- Titre français : Le plus grand mérite de la femme est son silence
- Réalisation : Gertrud Pinkus
- Scénario : Gertrud Pinkus, Anna Monferdin
- Musique : Otto Beatus
- Photographie : Elio Bisignani, Hans Stürm, Gertrud Pinkus
- Son : Margrit Eschenbach, Josef Dillinger
- Montage : Gertrud Pinkus, Georg Janett
- Production : Gertrud Pinkus, Filmkollektiv Zürich AG (Rolf Schmid). Direction de la production : Jürgen L. Karg
- Sociétés de distribution : Filmcooperative Zürich, Zentral-Film-Verleih.
- Pays d'origine :  Suisse,  Allemagne de l'Ouest
- Langue : italien, allemand
- Format : couleur — 16 mm
- Genre : docufiction
- Durée : 90 minutes
- Date de sortie : 9 août 1980 au Festival international du film de Locarno

## Production

### Tournage
Sous le titre de travail Sono emigrata, le film est tourné à Francfort-sur-le-Main. Plusieurs scènes sont tournées à la gare principale (Hauptbahnhof) : l’arrivée de Maria en Allemagne, ses retrouvailles avec son mari, leurs sorties de fin de semaine dans les commerces et différentes scène de vie.

## Diffusion
Le film est présenté en première au Festival international du film de Locarno (1980) ainsi que dans d'autres festivals européens, où il reçoit plusieurs prix. Il est diffusé dans les salles de Suisse romande et alémanique entre fin 1980 et début 1981. En décembre 1983, la réalisatrice organise des projections du film dans plusieurs localités du Sud de l’Italie, entre autres dans le village d’Aliano dont est originaire la protagoniste principale. Pour ce faire, G. Pinkus rassemble des financements et organise un « cinema mobile », dispositif mobile, composé de matériel audio-visuel (cadre, écran, enceintes, projecteurs, matériel électrique divers) qui permet de visionner le film 16 mm en des lieux dépourvus de dispositif adéquat.

## Distinctions
- Mannheim. Prix de l’Église évangélique, prix de l’Église catholique et prix spécial du bourgmestre
- Sceaux. Prix du public 1981, prix de la critique allemande catégorie film de télévision 1980
- Prix artistique du canton de Soleure 1981
- Prix du film de Zurich 1981, Bundesfilmpreis (Filmband d’argent) 1981